# Tilloy-Floriville
Tilloy-Floriville (picardisch: Tiloé-Flouriville) ist eine nordfranzösische Gemeinde mit 361 Einwohnern (Stand 1. Januar 2022) im Département Somme in der Region Hauts-de-France. Die Gemeinde liegt im Arrondissement Abbeville und ist Teil des Kantons Gamaches.

## Geographie
Die Gemeinde liegt rund vier Kilometer östlich von Gamaches. Die Ortsteile Tilloy und Floriville liegen auf der Hochfläche, während das nordöstlich von Gamaches gelegene Hélicourt, durch das die 1993 stillgelegte Bahnstrecke von Longpré-les-Corps-Saints nach Gamaches verlief, die östliche Talflanke der Vimeuse einnimmt.

## Geschichte
Hélicourt wurde 1826 eingemeindet.

## Einwohner
| 1962 | 1968 | 1975 | 1982 | 1990 | 1999 | 2006 | 2011 |
| ---- | ---- | ---- | ---- | ---- | ---- | ---- | ---- |
| 295  | 293  | 273  | 292  | 333  | 324  | 366  | 390  |

## Sehenswürdigkeiten
- Kirche Saint-Jean-Baptiste[1]

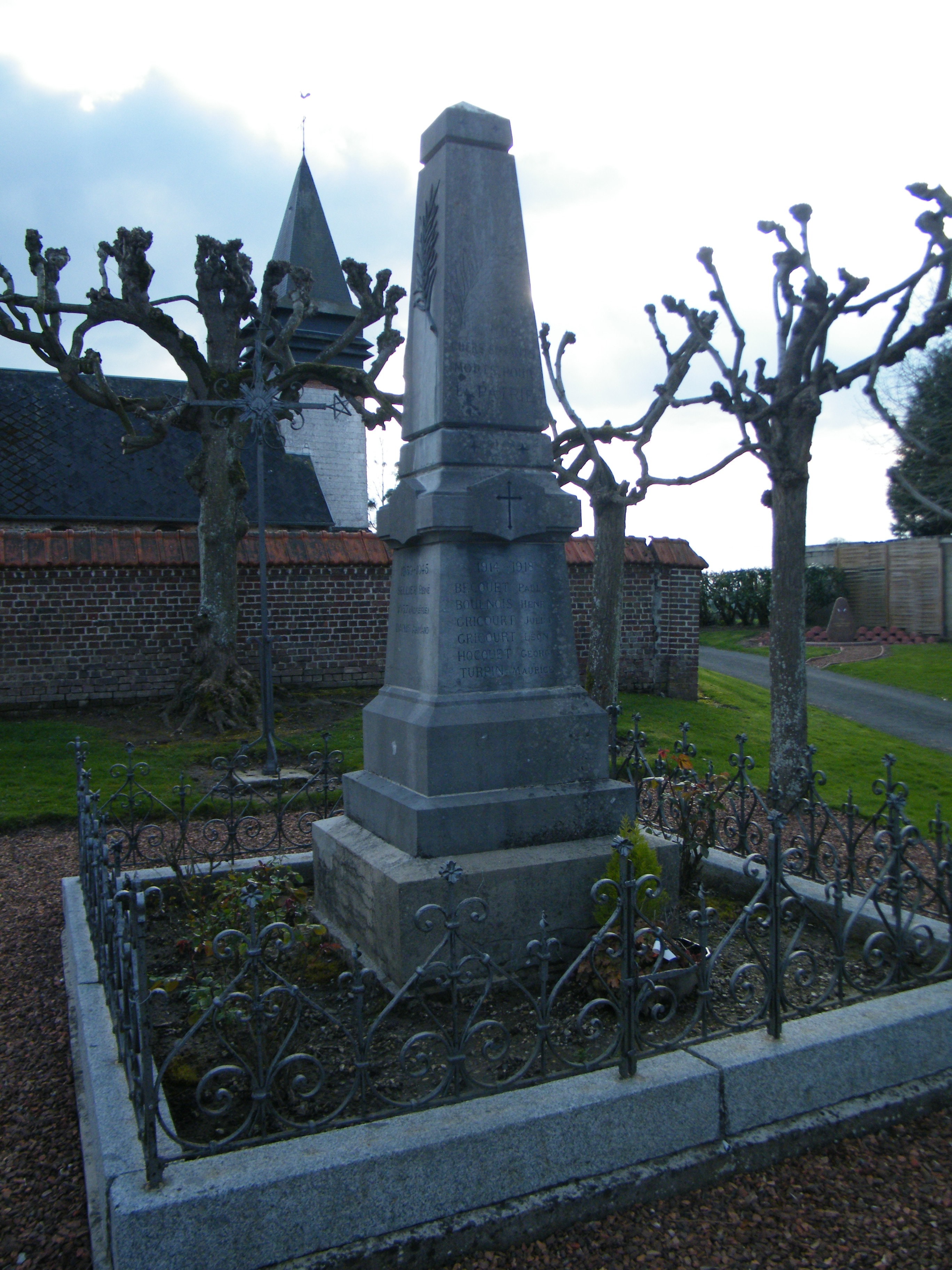
Kriegerdenkmal

- Kirche Sainte-Marie-Madeleine in Hélicourt[2]
- Kriegerdenkmal